# Mike O'Brien (natation)
Michael "Mike" O'Brien, né le 23 octobre 1965 à Skokie, est un ancien nageur américaine des années 1980 spécialisé en dos et nage libre. Il a notamment remporté le titre olympique aux Jeux olympiques d'été de 1984 à Los Angeles dans l'épreuve du 1 500 m nage libre devant son compatriote George DiCarlo et l'Allemand Stefan Pfeiffer.